# روي سيلفا (لاعب كريكت)
روي سيلفا (9 مايو 1980 في سريلانكا - ) هو لاعب كريكت سريلانكي.

## وصلات خارجية
- هذه المقالة غير مرتبط بويكي بيانات